# El diablo y la dama
El diablo y la dama (Le Diable et la Dame en francés) es una película realizada por Ariel Zúñiga en 1983.

## Producción
El director Ariel Zúñiga aseguró que el filme es la "búsqueda sobre la formación de la realidad", cuyo punto de partida es el sueño y la imaginación. 
La productora francesa participó con el 35% de la producción. Había muchas expectativas sobre la participación de la producción mexicana, ya que se desconocía como iba a ser recibida la película en el país, ya que a consideración del director el cine mexicano estaba encasillado en tres temas: la Revolución, el cabaret y las comedias rancheras.

## Sinopsis
La película trata acerca de una pareja que se encuentra en una habitación de un hotel en París. Él (Richard Bohringer) sale a comprar cigarrillos al Tabac mientras ella, América (Catherine Jourdan), imagina o sueña que viaja a México y baila una pieza de cabaret con un maniquí en forma de diablo. Conoce a Jimmy (Carlos Castañón), quien la prostituye. Viaja por la Ciudad de México junto con un grupo de gánsteres. Cuando él regresa al cuarto, América le dispara y lo mata.
Está filmada en dos secuencias inversamente simétricas: la primera toma es en un cuarto vacío, él sale del baño y entra en la habitación, se recuesta con ella y sale del cuarto. La cámara gira en redondo y permite verlo salir del hotel, atravesar una plaza y entrar al Tabac. En la toma final, él sale del Tabac, atraviesa la plaza, entra al hotel, la cámara gira en redondo hacia la habitación, entra al cuarto y ella le dispara.

## Recepción
La película fue presentada en la Muestra Internacional de Cine en 1983. Debido a la polémica que causó su presentación por un «planteamiento netamente elitista», la película fue retirada de los cines comerciales y fue exhibida en las salas universitarias y de la Cineteca Nacional.
Diversas publicaciones periódicas como El Universal, Novedades y Proceso señalaron que durante la exhibición de la película se escucharon silbidos de desaprobación, varias personas abandonaron la sala y algunas se dirigieron a la taquilla a exigir la devolución de su dinero.
Los autores de esas publicaciones lamentaron que el público no apreciara la película, la cual era «una obra divertidísima, llena de sorpresas, estimulante y, además, de una incontenible y excepcional belleza». Por ello, argumentaron que la falta de sensibilidad de la audiencia hacia la película se debía su poco conocimiento, información y apertura hacia producciones cinematográficas diferentes del estilo mexicano. Otros, en cambio, alegaron que la película producía «indiferencia y aburrimiento».